# カノン文庫
カノン文庫（カノンぶんこ）は、スタジオ・セロが2007年に創刊する予定であったライトノベル系文庫レーベル。
創刊に際して一般から作品原稿とイラストを募集し、またクトゥルフ神話をベースにしたシェアード・ワールド作品をレーベルの柱とすることを編集部ブログで公表した。
2007年7月31日現在、スタジオ・セロのホームページでは責任者の退社による企画中止が発表され、編集部ブログからは全ての過去ログが消された状態になっている。また、これとは別に「有限会社STUDIO CELLOとカノン文庫の経緯」というブログも公開されたが、編集部ブログと同様に、過去ログが消された状態になっている。